# Lijst van voetbalinterlands Rusland - Slowakije
Deze lijst van voetbalinterlands is een overzicht van alle officiële voetbalwedstrijden tussen de nationale teams van Rusland en Slowakije. De landen speelden tot op heden elf keer tegen elkaar. De eerste ontmoeting, een vriendschappelijke wedstrijd, werd gespeeld in Moskou op 29 mei 1994. Het laatste duel, een kwalificatiewedstrijd voor het Wereldkampioenschap voetbal 2022, vond plaats op 8 oktober 2021 in Trnava.

## Wedstrijden
| №  | Plaats          | Datum            | Competitie           | Wedstrijd           | Uitslag |
| -- | --------------- | ---------------- | -------------------- | ------------------- | ------- |
| 1  | Moskou          | 29 mei 1994      | Vriendschappelijk    | Rusland – Slowakije | 2 – 1   |
| 2  | Košice          | 8 maart 1995     | Vriendschappelijk    | Slowakije – Rusland | 2 – 1   |
| 3  | Moskou          | 31 mei 2000      | Vriendschappelijk    | Rusland – Slowakije | 1 – 1   |
| 4  | Moskou          | 4 september 2004 | WK 2006 kwalificatie | Rusland – Slowakije | 1 – 1   |
| 5  | Bratislava      | 23 oktober 2005  | WK 2006 kwalificatie | Slowakije – Rusland | 0 – 0   |
| 6  | Moskou          | 7 september 2010 | EK 2012 kwalificatie | Rusland – Slowakije | 0 – 1   |
| 7  | Žilina          | 7 oktober 2011   | EK 2012 kwalificatie | Slowakije – Rusland | 0 – 1   |
| 8  | Sint-Petersburg | 26 mei 2014      | Vriendschappelijk    | Rusland – Slowakije | 1 – 0   |
| 9  | Lille           | 15 juni 2016     | EK 2016              | Rusland − Slowakije | 1 − 2   |
| 10 | Trnava          | 30 maart 2021    | WK 2022 kwalificatie | Slowakije – Rusland | 2 – 1   |
| 11 | Kazan           | 8 oktober 2021   | WK 2022 kwalificatie | Rusland − Slowakije | 1 − 0   |

## Samenvatting
| Competitie        | Totaal gespeeld | Winst Rusland | Gelijk | Winst Slowakije | Doelsaldo Rusland – Slowakije |
| ----------------- | --------------- | ------------- | ------ | --------------- | ----------------------------- |
| WK-kwalificatie   | 4               | 1             | 2      | 1               | 3 − 3                         |
| EK-eindronde      | 1               | 0             | 0      | 1               | 1 − 2                         |
| EK-kwalificatie   | 2               | 1             | 0      | 1               | 1 − 1                         |
| Vriendschappelijk | 4               | 2             | 1      | 1               | 5 − 4                         |
| Totaal            | 11              | 4             | 3      | 4               | 10 − 10                       |

## Details

### Eerste ontmoeting
| Rusland                                    | 2 – 1 | Slowakije        |
| Andrey Pyatnitskiy 49' Illya Tsymbalar 59' | goals | 34' Dušan Tittel |

### Tweede ontmoeting
| Slowakije                             | 2 – 1 | Rusland           |
| Peter Dubovský 26' Peter Dubovský 69' | goals | 76' Valeri Karpin |

### Derde ontmoeting
| |       |                  |
| Rusland | 1 – 1 | Slowakije        |
| Vladimir Bestsjastnych 60' | goals | 25' Martin Fabuš |
| - Debuut van Gennadiy Nizhegorodov, Rolan Gusev en Dmitriy Loskov voor Rusland. - Debuut van Juraj Buček en Erik Ježík voor Slowakije. |       |                  |

### Vierde ontmoeting
| Rusland             | 1 – 1 | Slowakije         |
| Dmitri Boelykin 14' | goals | 87' Róbert Vittek |

### Vijfde ontmoeting
| Slowakije | 0 – 0 | Rusland |
|           | goals |         |

### Zesde ontmoeting
| Rusland | 0 – 1 | Slowakije          |
|         | goals | 27' Miroslav Stoch |

### Zevende ontmoeting
| Slowakije | 0 – 1 | Rusland           |
|           | goals | 71' Alan Dzagojev |

### Achtste ontmoeting
|                                                                                                  |       |           |
| Rusland                                                                                          | 1 – 0 | Slowakije |
| Aleksandr Kerzjakov 82'                                                                          | goals |           |
| - Debuut van Pavel Mogilevets (FK Roebin Kazan) en Maksim Kanoennikov (Amkar Perm) voor Rusland. |       |           |